# كنال+ سبورتس 360
كنال+ سبورت 360 ، التي كانت تُعرف سابقًا باسم كنال+ بلو ثم كنال+ كونفورت ثم كنال+ ديكالي ، هي قناة تلفزيونية خاصة فرنسية مدفوعة مخصصة لبث البطولات الرياضية ، وهي تنتمي إلى باقة كنال سات . يُطلق على القناة المتاحة في بولندا حاليًا باسم كنال+ سبورت 2 .

## تاريخ القناة
تم إنشاء قناة كنال+ بلو في 27 أبريل 1996 على كنال سات and عبر الكابل كقناة متعددة البث لكنال + ، وهي العروض والأفلام الوثائقية بشكل أرسمي. تنفق القناة 33.7 ٪ من وقت البث على قنوات كنال + ، 6.3 ٪ للأفلام الوثائقية و 56 ٪ المتبقية لأفلام السينما.
كانت جزء من باقة كنال سات ، غيرت القناة اسمها في 1 نوفمبر 2003 لتصبح كنال+ كونفورت وأصبحت تبث برامج كنال+ في أوقات خاصة من أجل السماح للمشتركين بعدم تفويت أي شيء من برامج القناة. القناة المميزة. غيرت اسمها مرة أخرى في 5 مارس 2005 لتصبح كنال+ ديكالي ، وهذا الاسم الجديد يحدد الوظيفة العملية لهذه القناة ونغمتها. ملتوي »بما يتماشى مع« روح القناة ".

خلال بثها للألعاب الأولمبية لعام 2016 ، أصبحت كنال+ ديكالي كنال+ ريو 2016 وتبث على مدار 24 ساعة في اليوم وأعيد إرسالها لجميع الألعاب الرياضية. البرنامج الأول الذي تبثه القناة هو حدث فريق الرماية رجال يوم السبت 6 أغسطس الساعة 2 ظهرا. بثت كنال+ ديكالي مرة أخرى بعد الحفل الختامي للألعاب الأولمبية الصيفية من 21 إلى 22 أغسطس 2016 .

شعار كنال+ بلو من 27 أفريل الى 1 نوفمبر 2003شعار كنال+ بلو من 27 أفريل الى 1 نوفمبر 2003
شعار كنال+ كونفورت من 1 نوفمبر الى 5 مارس 2005شعار كنال+ كونفورت من 1 نوفمبر الى 5 مارس 2005
شعار كنال+ ديكالي من 5 مارس 2005 الى 1 جويلية 2006شعار كنال+ ديكالي من 5 مارس 2005 الى 1 جويلية 2006
شعار كنال+ ديكالي من 1جويلية 2006 الى 20 أوت 2009شعار كنال+ ديكالي من 1جويلية 2006 الى 20 أوت 2009
شعار +ديكالي من 20 أوت 2009 الى 21 سبمتبر 2013شعار +ديكالي من 20 أوت 2009 الى 21 سبمتبر 2013
شعار كنال+ ديكالي من 21 سبتمبر 2013 حتى 29 أوت 2022شعار كنال+ ديكالي من 21 سبتمبر 2013 حتى 29 أوت 2022
شعار كنال+ سبورت 360 من 31 أوت 2022 حتى 1 سبتمبر 2023شعار كنال+ سبورت 360 من 31 أوت 2022 حتى 1 سبتمبر 2023
شعار كنال+ سبورت 360 الجديد سيدخل حيز التنفيد في 1سبتمبر 2023شعار كنال+ سبورت 360 الجديد سيدخل حيز التنفيد في 1سبتمبر 2023

شعار كنال+ الناقلة للألعاب الأولمبية الصيفية ريو 2016شعار كنال+ الناقلة للألعاب الأولمبية الصيفية ريو 2016
شعار كنال+ الناقلة لأحداث التنسشعار كنال+ الناقلة لأحداث التنس
شعار برنامج كنال+ سبورت ويك إند من 2019 الى 2021شعار برنامج كنال+ سبورت ويك إند من 2019 الى 2021

### الملكية
كنال+ سبورت 360 مملوكة من قبل كنال سات برأس مال يقدر ب 100 000 000 يورو تنقسم أسهم القناة المعلومة حاليا وتنقسم الى عدة شركات حيث تملك كنال+48.48 ٪ من اسهم القناة وتملك امبير ماستر 6.17 ٪ وتملك مجموعة باثي 5.05 ٪ ، و اما كريدي سويس فيرست بوسطن فتملك 4.92 ٪، وتملك عائلة إدموند دي روتشيلد 4.32 ٪ ، بواسطة إستثمارات ريتشليو ، ويملك صندوق دي ديبو 1.87 ٪، والباقي 1.08 ٪ غير مملوك [مصدر ثانوي<span typeof="mw:Entity">&nbsp;</span>ضروري ].

## البرامج
تتكون برامج قناة كنال+ سبورت 360 من بث مباشر للرياضات وبث معاد ، بالإضافة إلى برامج رياضية مخصصة لأخبار الرياضات المتعددة.

### العروض الحالية
- Edition Info Sport ، أخبار رياضية دائمة ، تُبث يوميًا في الساعة 6 صباحًا ، في وقت واحد على قناة Infosport + .
- Daily Sport 360 ، نشرة أخبار رياضية دائمة ، تُذاع من الاثنين إلى الجمعة الساعة 7 مساءً في وقت واحد على قناة Infosport + .
- في وقت متأخر من سبورت 360 ، برنامج إخباري للرياضات الشاملة مقدم من فيرجيني راميل ونيكولاس توريول ، يُذاع من الاثنين إلى الجمعة الساعة 10:50 مساءً.
- Zapsport ، omnisports zapping
- Grand Prix ، برنامج غامر في Formula 1 و Moto GP Grand Prix.
- الرياضة الداخلية ، سلسلة وثائقية للرياضات المتعددة في الانغماس ، قدمها أنطوان لو روي وفينسنت أليكس.
- مراسل رياضي ، سلسلة وثائقية للرياضات الشاملة في الانغماس ، قدمها أرنو بونين.
- دكتور رياضي : فيلم وثائقي شهري فريد.

### الحقوق الحالية
كرة القدم
- الدوري الفرنسي الدرجة الأولى : السبت الساعة 9 مساءً.

دراجات نارية
- موتو جي بي : الممارسة والتأهيل والسباقات. (1985-1990 ، 2019-2029)
- موتو 2 : الممارسة والتأهيل والسباقات. (1985-1990 ، 2019-2029)
- موتو 3 : الممارسة والتأهيل والسباقات. (1985-1990 ، 2019-2029)
- موتو

آلي
- WRC (1998-2014 ، 2019-2030)
- سباق الأبطال (2021-2025) [2]
- كأس أندروس

باديل
- جولة العالم البادل
- بريمير بادل

ملاكمة
- IBF
- WBA
- WBC

ريشة
- كأس أمريكا
- الإبحار الشراع GP

كرة سلة
- بطولة أمم أوروبا لكرة السلة

### المحللون

#### رياضة السيارات
- بول بلموندو
- رومان جروجان
- فرانك مونتاني
- لويك دوفال
- جون أليسي
- جاك فيلنوف
- بيير كومبو
- رينو ديرلو

#### دراجات نارية
- راندي دي بونييه
- لويس روسي
- جول دانيلو

## الانتشار
تبث قناة القناة على القمر الصناعي ، عبر الكابل أو أي بي تي في أو الألياف البصرية التي تستعمل في كابلات توصيل الإنترنت من SFR TV أو Bouygues Telecom أو Freebox TV أو La TV d'Orange ، عبر موقعها الإلكتروني وتطبيق الهاتف المحمول MyCanal .
تتواجد أيضا في باقة كنال+ سبورت.

### بث القناة في سويسرا
تبث القناة في سويسرا عبر كنال سات وأي بي تي في وعبر البث الكبلي
| UPC Suisse | نت بلس | سونريز |
| ---------- | ------ | ------ |
| 55         | 104    | 304    |

1. ↑  Ranchou، Dimitri (20 مايو 2016). "Canal+ puissance 8 pour Rio". MediaSportif. مؤرشف من الأصل في 2023-02-23. اطلع عليه بتاريخ 2016-07-04.
2. ↑  "La Race of Champions sur Canal+ jusqu'en 2025". ليكيب (صحيفة). 19/01/2022. مؤرشف من الأصل في 2022-05-20. اطلع عليه بتاريخ 19/01/2022. {{استشهاد ويب}}: تحقق من التاريخ في: |تاريخ الوصول= و|تاريخ= (مساعدة).

## انظر كذلك
- كنال+ سبورت

### مقالات ذات صلة
- قائمة القنوات التلفزيونية في فرنسا

### روابط خارجية
قالب:Liens
- Site officielوصلة=https://www.wikidata.org/wiki/Q2595472?uselang=fr#P856|خط_أساسي|رتبة=noviewer|10x10بك|Voir et modifier les données sur Wikidata